# Matteo Nana
Matteo Nana (* 25. August 1974 in Chiesa in Valmalenco) ist ein italienischer Skirennläufer. Er ist dreifacher italienischer Meister im Slalom (1999, 2000) und Riesenslalom (1999).

## Biografie
Ein erster internationaler Achtungserfolg gelang Nana 1993 bei den Juniorenweltmeisterschaften im italienischen Monte Campione, bei der er im Super-G den vierten Platz erreichte. Knapp zwei Jahre später gab er sein Debüt im Weltcup, wo er sich trotz seiner Qualitäten als Allrounder auf die Disziplinen Slalom und Riesenslalom konzentrierte. Nana entwickelte sich im Schatten von Alberto Tomba schnell zu einem der besten Slalomfahrer des italienischen Skiverbandes. In der Saison 1996/97 konnte er sich bei drei aufeinanderfolgenden Rennen unter den besten Zehn platzieren, darunter beim Riesenslalom auf der Gran Risa in Alta Badia erstmals in seiner Karriere auf dem Podest. Bei den darauf folgenden Weltmeisterschaften war er als 15. im Slalom zweitbester Italiener, im Riesenslalom kam er auf Platz 18.
Danach blieben Spitzenresultate bei Weltcuprennen zunächst aus. Lediglich bei Großveranstaltungen konnte Nana sich im erweiterten Spitzenfeld behaupten. So wurde er 1998 bei den Olympischen Winterspielen in Nagano jeweils als bester Italiener 11. im Slalom und 15. im Riesenslalom. Bei den Weltmeisterschaften 1999 in Vail/Beaver Creek kam er im Riesenslalom auf den 12. Platz.
Erst in der Saison 1999/00 gelang es ihm mit zwei Platzierungen unter den besten Zehn, darunter ein dritter Platz im Slalom von Vail, auch im Weltcup wieder gute Ergebnisse einzufahren. Danach wurde seine Karriere von zahlreichen schweren Verletzungen und privaten Schicksalsschlägen überschattet. Im Sommer 2000 kam seine Verlobte Sara Faldrini bei einem Tauchgang im Comer See ums Leben.